# Alicia Puyana Mutis
Alicia Puyana Mutis (Mocoa, 1940) es una economista e investigadora colombiana que reside en México desde 1995.

## Biografía
Nació en Mocoa (Putumayo) en 1940. Es investigadora de la Facultad Latinoamericana de Ciencias Sociales, sede México, habiéndose especializado en teoría del crecimiento económico. Obtuvo un doctorado en Economía por la Universidad de Oxford en el Reino Unido.
Ha sido miembro del consejo de la revista Quórum de la Universidad de Alcalá de Henares e integra el consejo directivo de la International Development Economics Association (IDEAS), asociación de especialistas en desarrollo económico con sede en Nueva Deli.
Es miembro del Sistema Nacional de Investigadores de México, en el nivel III. Las investigaciones de la doctora Puyana han contribuido a la redefinición del tema de la explotación petrolera en México. También ha hecho aportes en el mismo tema para el caso de Colombia.
Ha sido profesora visitante en el St Anthony´s College, Oxford University, (1990-1994); London School of Economics en 2007 y en El Colegio de México, el mismo año. Fue directora del Centro Regional de Estudios del Tercer Mundo en Bogotá, de 1985 a 1993; profesora de cátedra de la Universidad Nacional de Colombia de 1968 a 1970; miembro asociado sénior del Cambridge Energy Research Associates (CERA), de 1995 a la fecha y del Oxford Analytica, Oxford, UK, de 1995 a 2004.
Ha trabajado los efectos de la inserción de América Latina en economía globalizada, entre los cuales se destacan los efectos dinámicos de la inserción en el crecimiento, el empleo y la desigualdad; la convergencia económica; la aplicación a México de la Teoría de la Fragmentación y del Comercio Intra-Industrial (CII), así como del concepto de desigualdad horizontal. La Dra. Puyana también ha estudiado los efectos de la economía política del petróleo en México y Colombia. Es miembro del Consejo Asesor de la Revista Quórum de la Universidad de Alcalá de Henares en España, la revista Problemas del Desarrollo del Instituto del Investigaciones Económicas de la UNAM. Es miembro fundador de la World Economic Association, miembro del consejo editorial de la Real-World Economics Review y miembro del Consejo Directivo de la International Development Economics Association (IDEAS). Es miembro del Cambridge Energy Research Associates (CERA) desde 1995. Ha sido asesora de Oxford Analytica en temas de energía y petróleo en América Latina, consejera de British Petroleum sobre coyuntura económica y política petrolera de Colombia, entre 1992 y 1994 y Economista Principal de Petróleos de Venezuela en Londres de 1991 a 1993. Pertenece al Sistema Nacional de Investigadores, Nivel III.

## Publicaciones
Destacan entre otras:
Libros:
- La economía petrolera en un mercado politizado y global : México y Colombia
- La inserción de América Latina en la economía globalizada
- Economic integration among unequal partners : the case of the Andean Group
- La maquila en México : los desafíos de la globalización
- Diez años con el TLCAN : las experiencias del sector agropecuario mexicano
- Competitividad del petróleo colombiano : una revisión de los factores externos
- Integración económica entre socios desiguales: el grupo andino
- Paradojas de la globalización y el desarrollo latinoamericano (coordinadora)
- Colombia : economía política de las expectativas petroleras ; globalización, políticas sectoriales y empleo
- Informalidad o dualismo en las manufacturas mexicanas
- La integración económica y la globalización : ¿nuevas propuestas para el proyecto latinoamericano? (coordinadora)
- El sector agropecuario y el Tratado de Libre Comercio de América del Norte: efectos económicos y sociales
- Desarrollo, equidad y ciudadanía: las políticas sociales en América Latina[4]

Artículos e informes:
- Economic Integration Amongst Unequal Partners. The case of the Andean Group. Pergamon Press, NY, (1983) Tesis doctoral.
- México, de la crisis de la deuda al estancamiento económico.
- Diez años con el Tratado de Libre Comercio de América del Norte.
- El sector agropecuario y el TLCAN.
- Efectos económicos y sociales del TLCAN, en coautoría con José Romero de El Colegio de México.
- La Guerra del Fuego coedición con Guillaume Fontaine.
- Políticas petroleras y crisis energéticas en América latina (FLACSO-Ecuador, 2008)
- Economic growth, employment an poverty reduction: acomparative analysis of Chile and Mexico (OIT)
- Evaluación integral de los impactos e instrumentación del capítulo agropecuario del TLCAN
- Apertura comercial y remuneraciones a los factores: la experiencia mexicana
- Sojización y enfermedad holandesa en Argentina: ¿la maldición verde?
- Apertura comercial, productividad, competitividad e ingreso: la experiencia mexicana de 1980 a 2000
- Hacia una evaluación de los efectos multiplicadores de la actividad maquiladora
- Informalidad y dualismo en la economía mexicana[5]